# TSA Michalski Niekrasz Kapłon
TSA MNKWL (skrót od: TSA Michalski Niekrasz Kapłon Wester Lekki) – polski zespół rockowy, oficjalnie założony 13 czerwca 2019 roku przez Janusza Niekrasza, Marka Kapłona i Damiana Michalskiego pod nazwą TSA Michalski Niekrasz Kapłon. Grupa stanowi osobne równoległe przedsięwzięcie artystyczne mające na celu kontynuację muzycznych tradycji zespołu TSA oraz tworzenie nowego repertuaru. Od 2023 posługuje się nazwą TSA MNKWL.

## Historia grupy
Po ostatnim koncercie zespołu TSA w składzie: Damian Michalski (śpiew), Andrzej Nowak (gitara), Stefan Machel (gitara), Janusz Niekrasz (gitara basowa), Marek Kapłon (perkusja) zagranym w Tychach 1 września 2018 roku, zespół zawiesił swoją działalność. Powodem decyzji był narastający konflikt dotychczasowych członków zespołu z Andrzejem Nowakiem i całkowity brak porozumienia w kwestiach fundamentalnych. Wobec fiaska podejmowanych wiosną 2019 r. kilkukrotnych prób wskrzeszenia zespołu w ostatnim funkcjonującym składzie Kapłon, Niekrasz oraz Michalski podjęli próbę reaktywowania grupy bez udziału Andrzeja Nowaka. Tej propozycji nie zaakceptował Stefan Machel. W czerwcu 2019 roku grupa w okrojonym składzie, bez Andrzeja Nowaka i Stefana Machela ogłosiła powrót na scenę pod nazwą TSA Michalski Niekrasz Kapłon. Skład zespołu uzupełnili dwaj gitarzyści – Piotr Lekki i Maciej Wester.
Pierwszy klubowy koncert projektu TSA Michalski Niekrasz Kapłon miał miejsce 24 października 2019 roku w BaRock Club w Poznaniu. Oprócz klasycznego repertuaru zespołu TSA, formacja zagrała trzy własne premierowe kompozycje: „Żarłacz”, „Jak jest?” oraz „Niezwyciężony”.
Pierwszy oficjalny teledysk zespołu będący ilustracją do utworu zatytułowanego „Jak jest?”, pojawił się w serwisie YouTube 14 lutego 2020 roku, zaś 7 października 2021 grupa wypuściła cyfrowy singiel pt. „Ostatni pociąg”. Oba utwory zwiastowały pierwszy album studyjny formacji. W kolejnych latach zespół systematycznie koncertował i wydawał następne single zapowiadające płytę. Album finalnie ukazał się w 2023 i nosi nazwę Niezwyciężony.

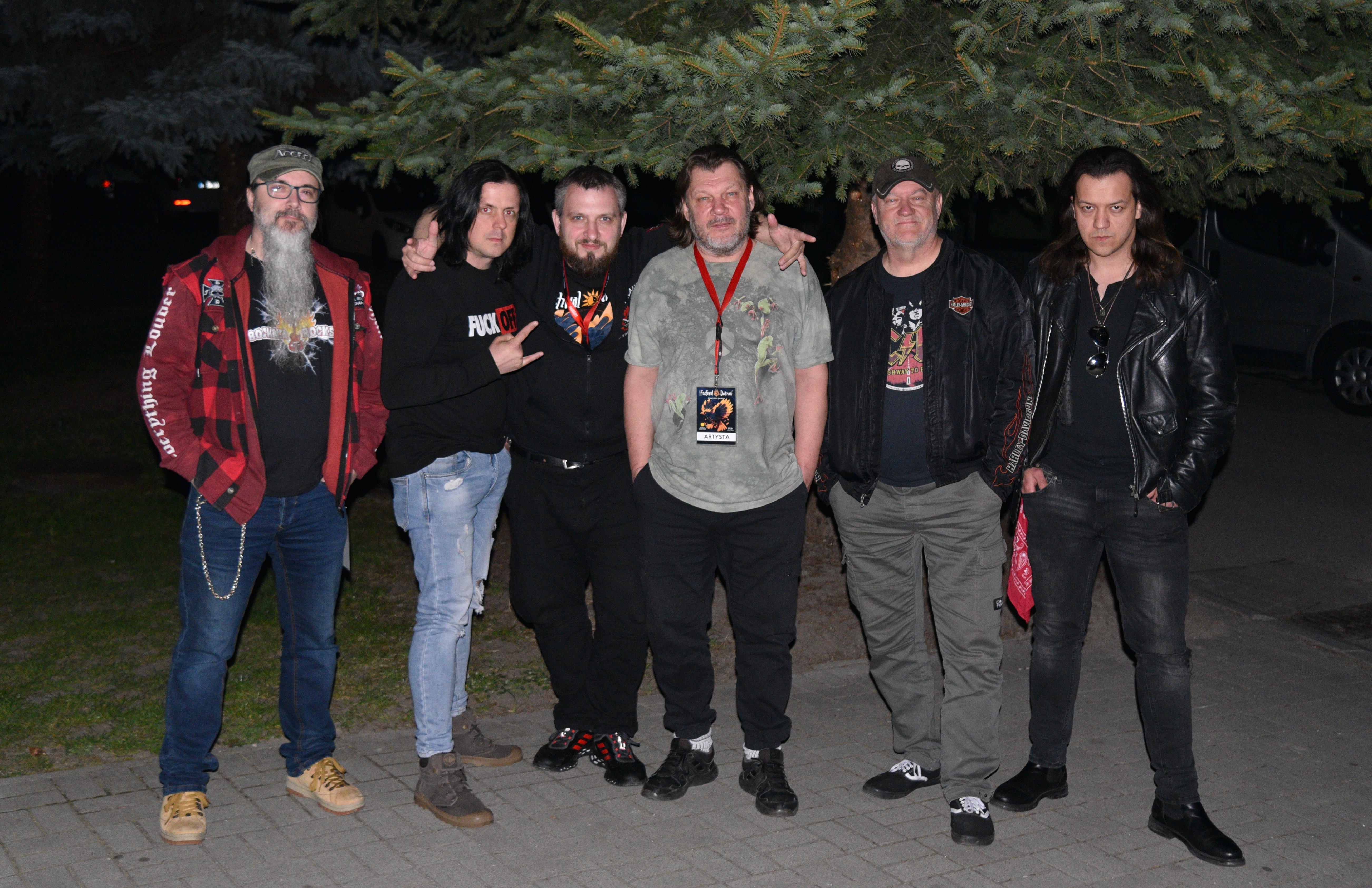
Zespół na zdjęciu z fanem, Busko-Zdrój (2023)

## Informacje prawne dotyczące znaku towarowego TSA
Andrzej Nowak opierał się na uzyskanym urzędowym patencie do nazwy i logo TSA, zgłoszonym w tajemnicy przed pozostałymi członkami zespołu 28 listopada 2012 roku i zarejestrowanym 31 stycznia 2014 – w zbiorze danych bibliograficznych Urzędu Patentowego pod numerem R.263140. 26 września 2018 roku, na wniosek Marka Kapłona i Janusza Niekrasza, wszczęto i następnie 13 lutego 2019 r. zamknięto procedurę sądową, unieważniając wcześniej przyznane prawo. W uzasadnieniu organ orzekający ocenił działanie związane z rejestracją patentu, przez do tego momentu uprawnionego Andrzeja Nowaka, jako sprzeczne z zasadami współżycia społecznego, określając je mianem działania w złej wierze.
W maju 2021 Marek Piekarczyk, Andrzej Nowak, Stefan Machel, Paweł Mąciwoda i Zbigniew Kraszewski podjęli decyzję o reaktywowaniu TSA, od tego czasu istnieją dwa równoległe zespoły. TSA w tym składzie zagrało dwa koncerty w ramach trasy TSA Dream Team 40 Tour. Pierwszy z nich odbył się w Jarocinie, gdzie obchodzili 40 lecie TSA, drugi w Gliwicach. Andrzej Nowak zmarł 4 stycznia 2022. Po śmierci Nowaka zespół TSA kontynuuje działalność w czteroosobowym składzie. Aby odróżnić się od zespołu Michalskiego, Niekrasza i Kapłona, skład ten posługuje się szyldem TSA Dream Team.

## Skład zespołu
- Damian Michalski – śpiew
- Janusz Niekrasz – gitara basowa
- Marek Kapłon – perkusja
- Maciej Wester – gitara
- Piotr Lekki – gitara

## Dyskografia

### Albumy studyjne
- 2023 – Niezwyciężony

## Galeria
Koncerty w 2020 r.

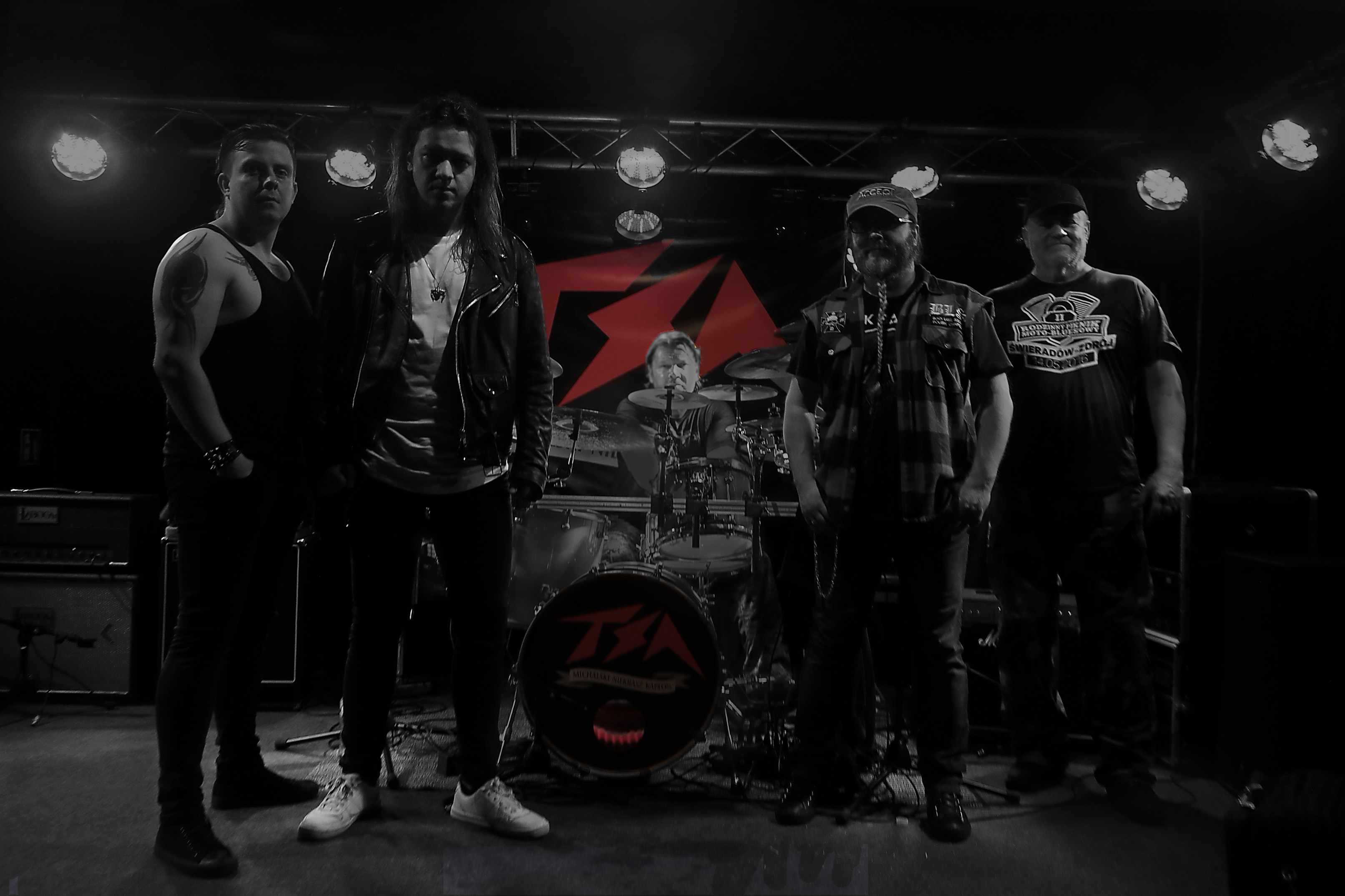
Przed koncertem w klubie Cuma w 2020 roku
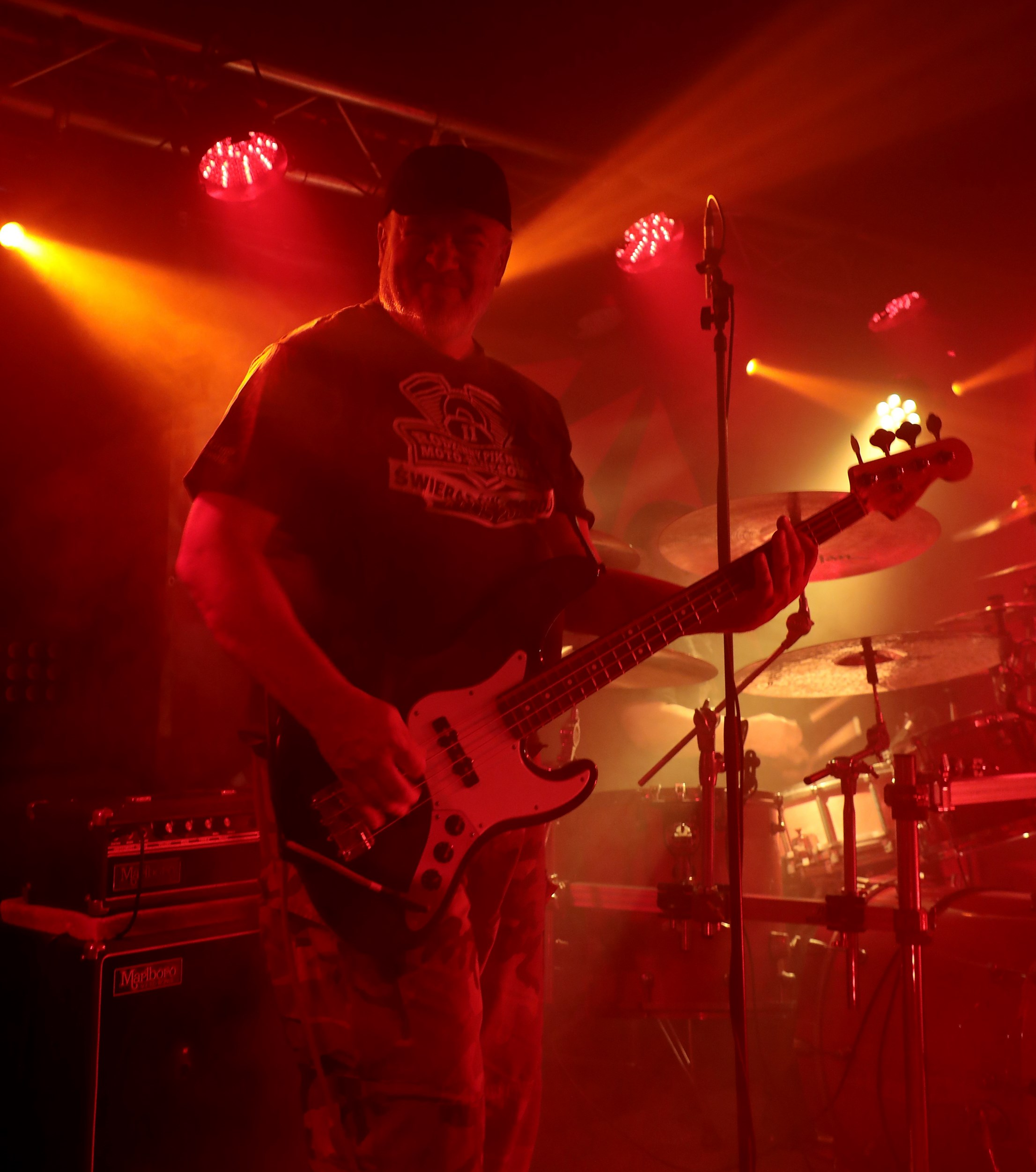
Janusz Niekrasz
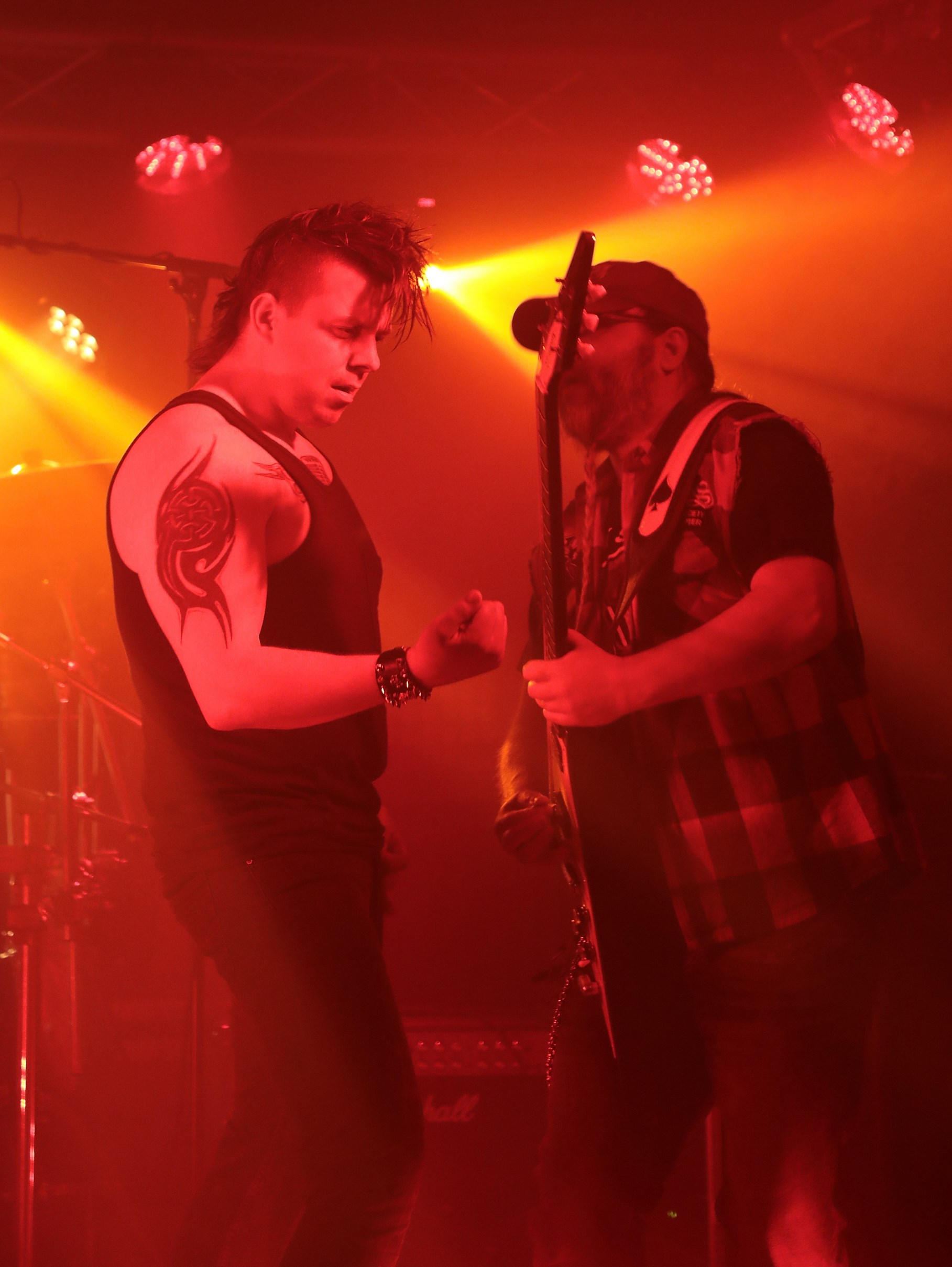
Damian Michalski i Piotr Lekki
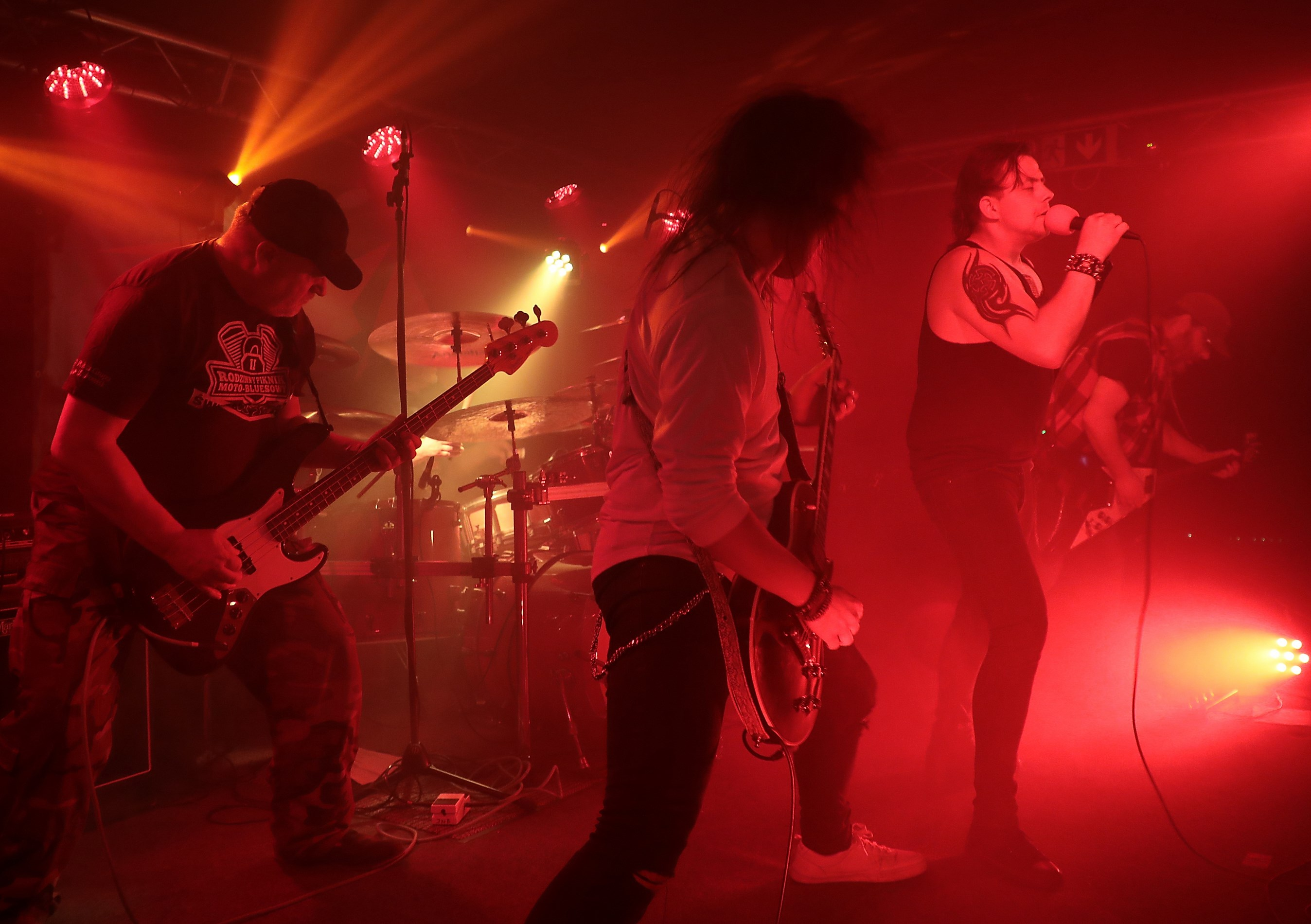
Na scenie
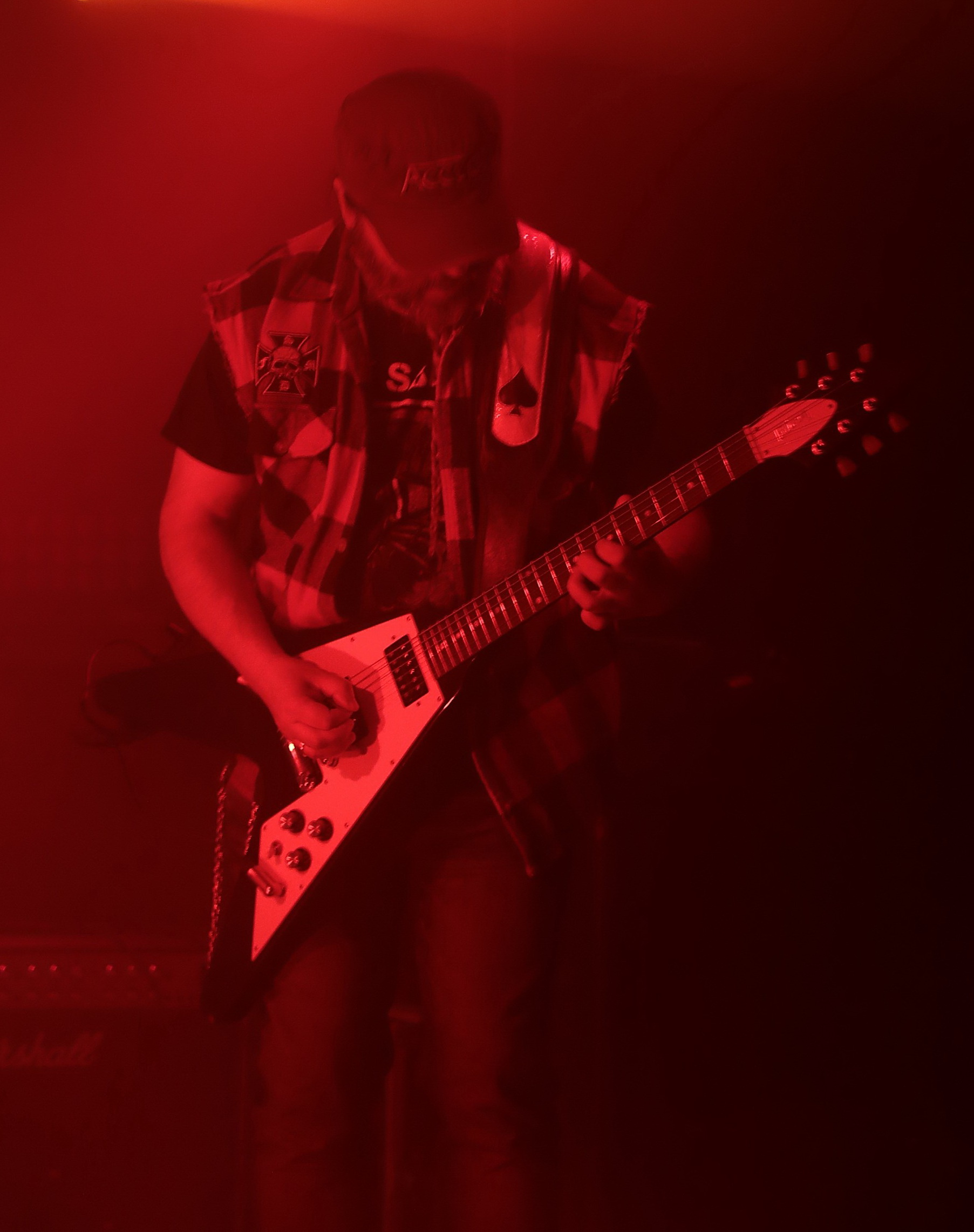
Piotr Lekki
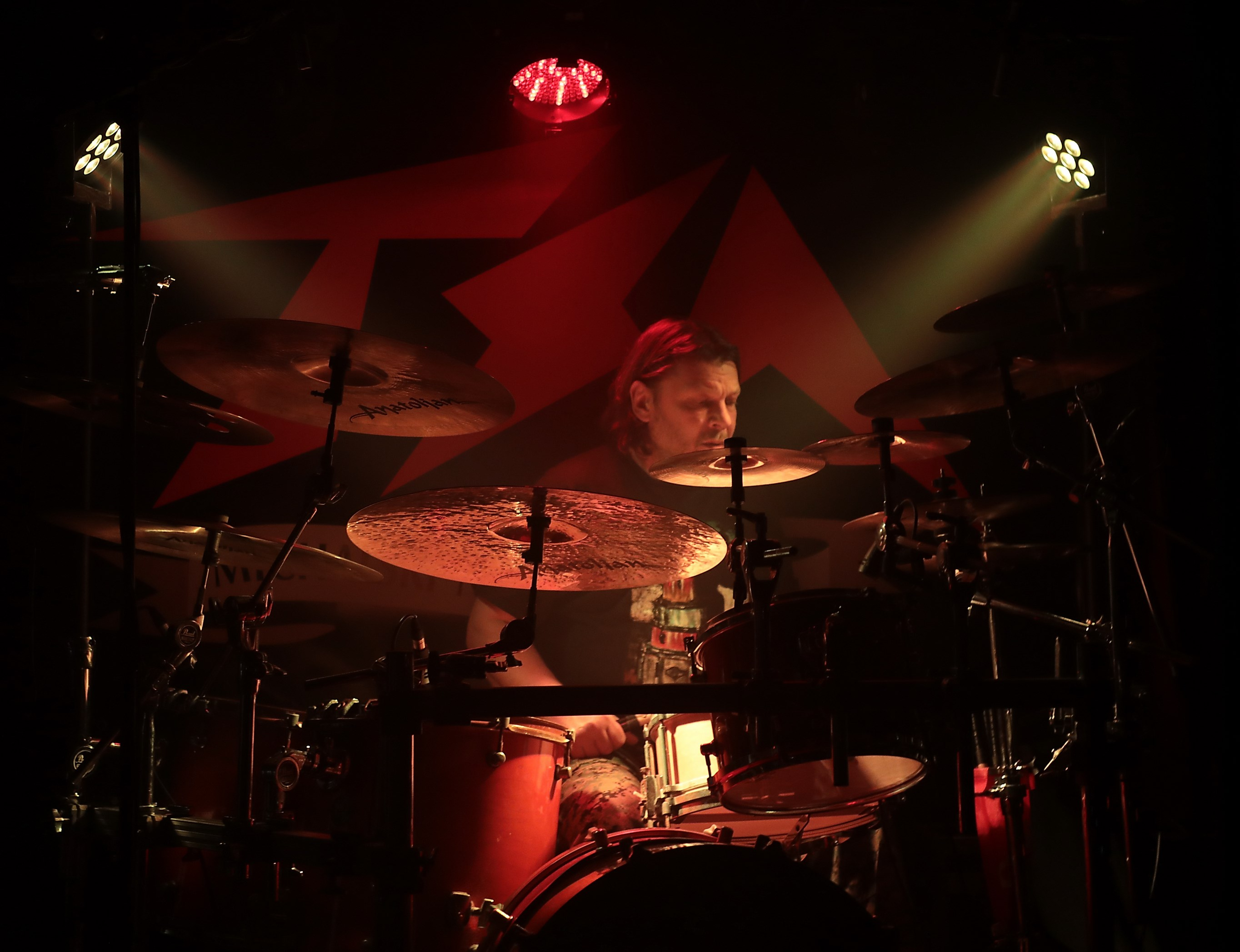
Marek Kapłon
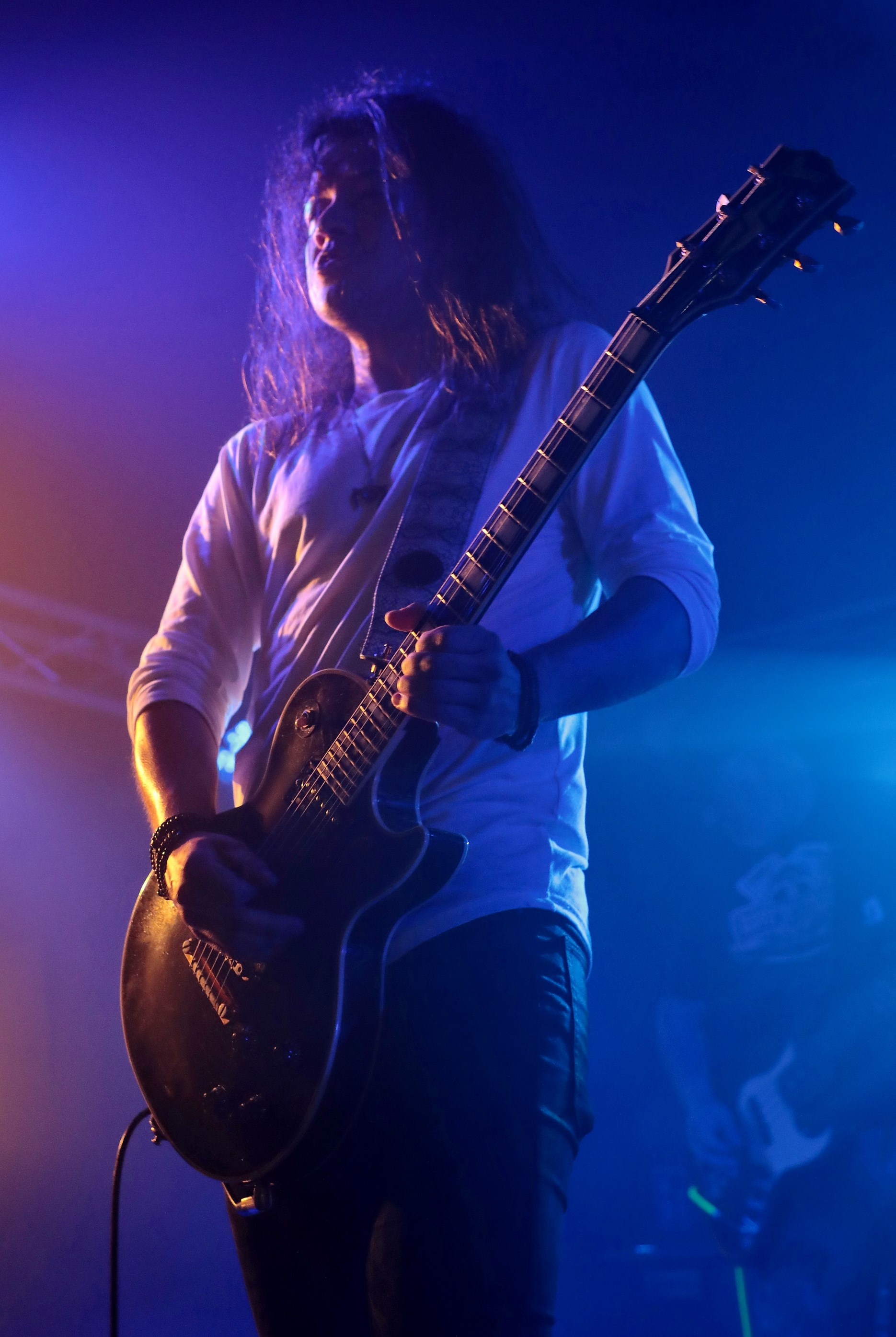
Maciej Wester
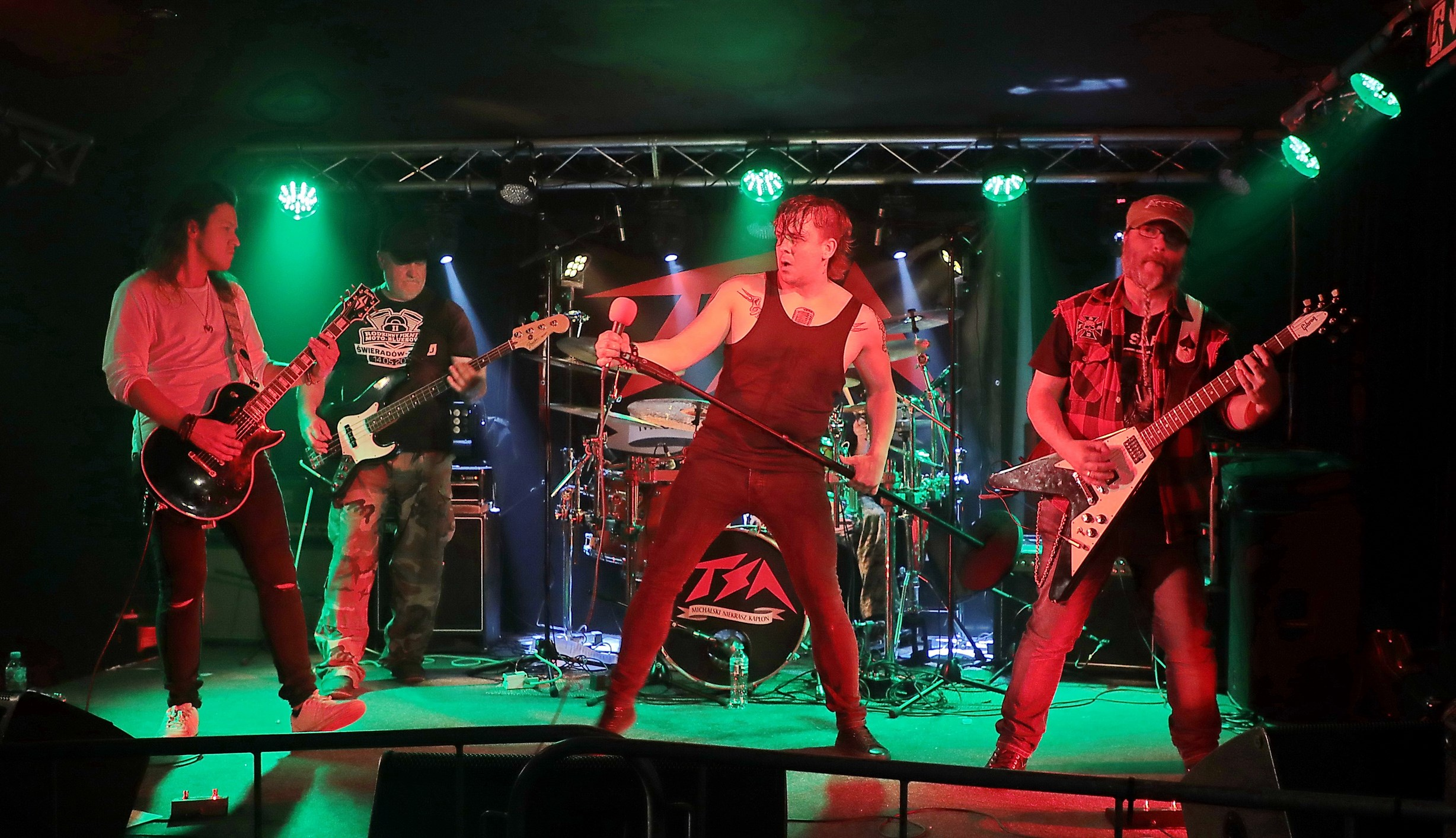
Wester, Niekrasz, Michalski, Lekki
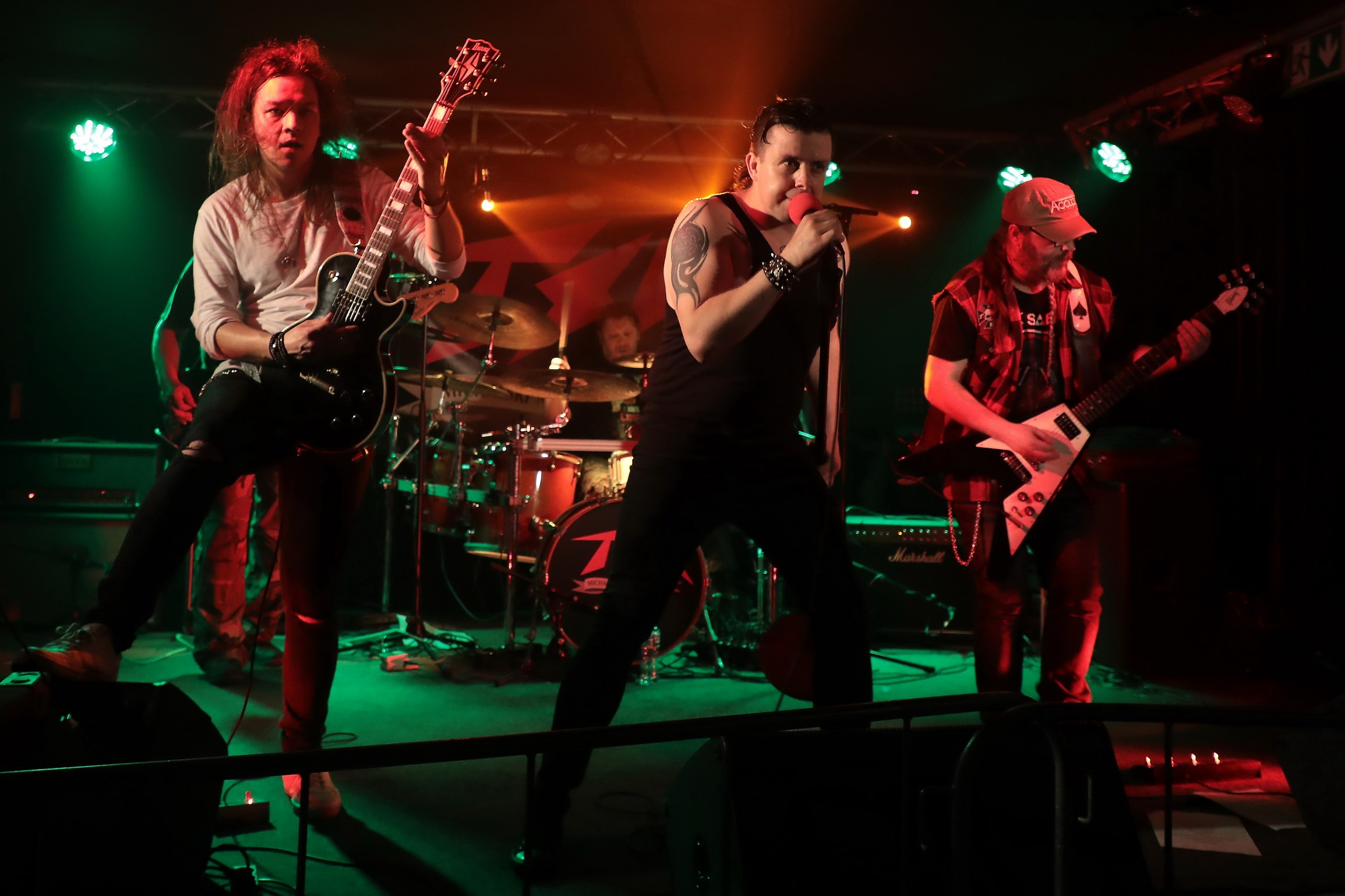
Wester, Michalski, Lekki
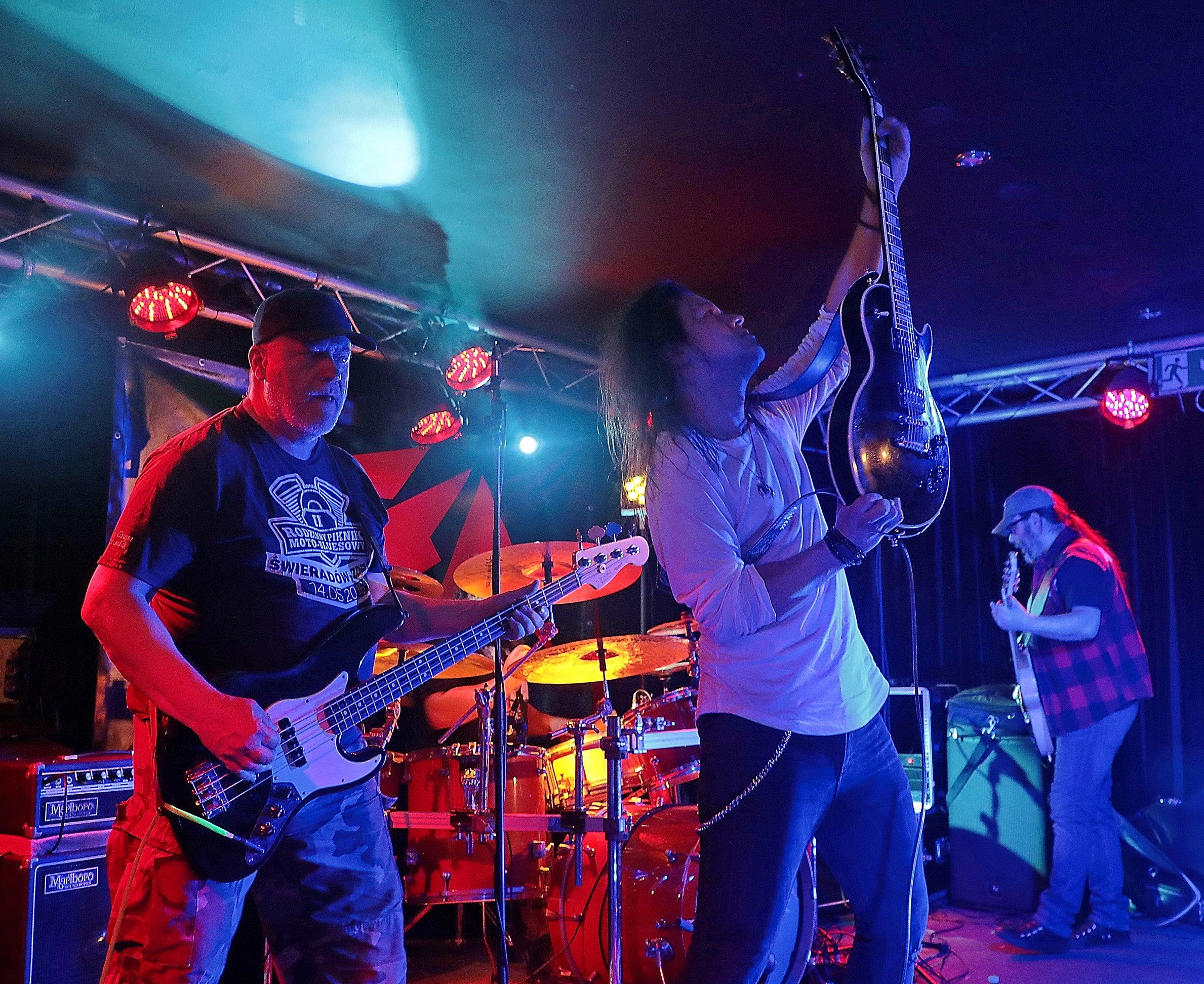
Niekrasz, Wester, Lekki
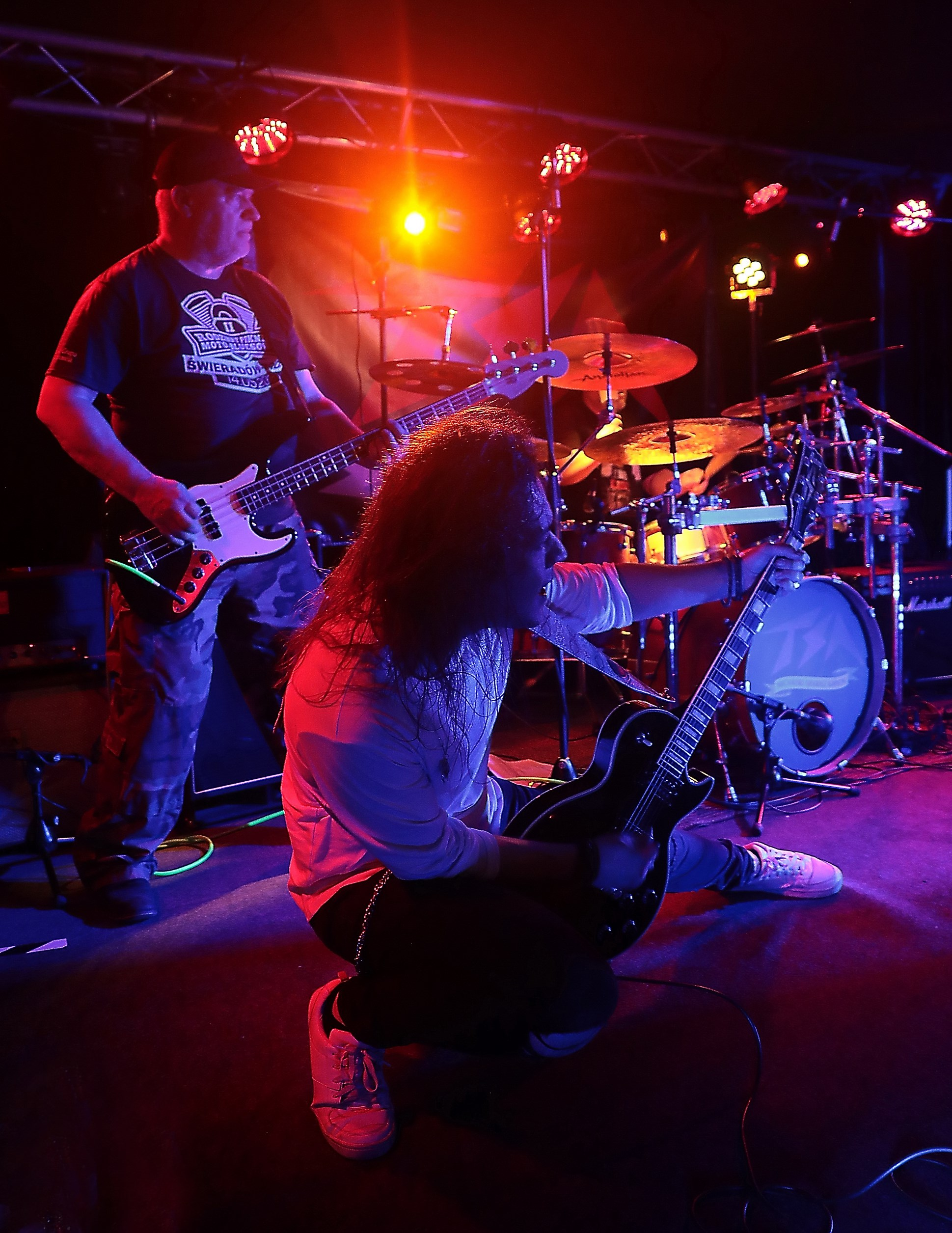
Niekrasz, Wester
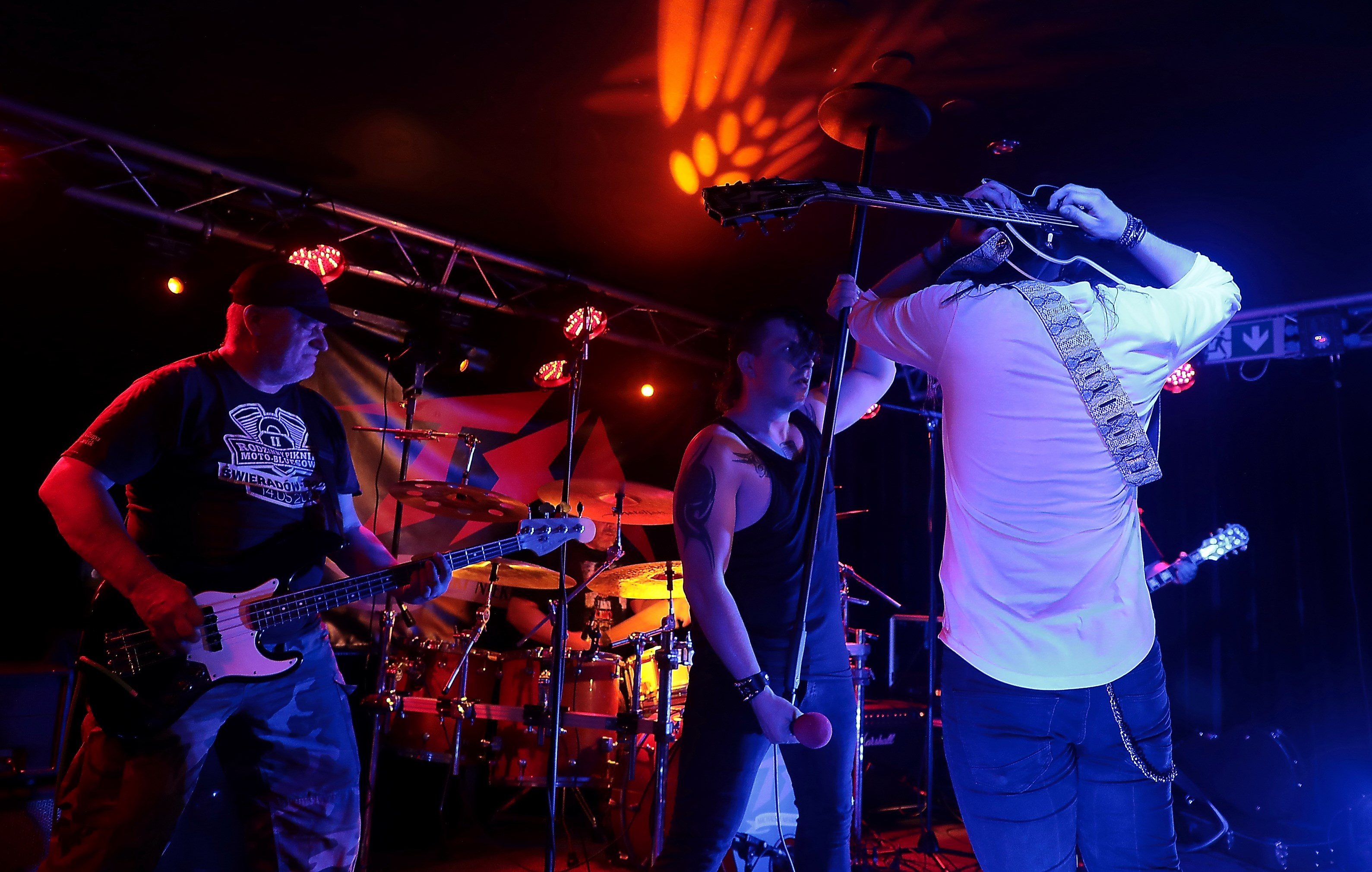
Niekrasz, Michalski, Wester
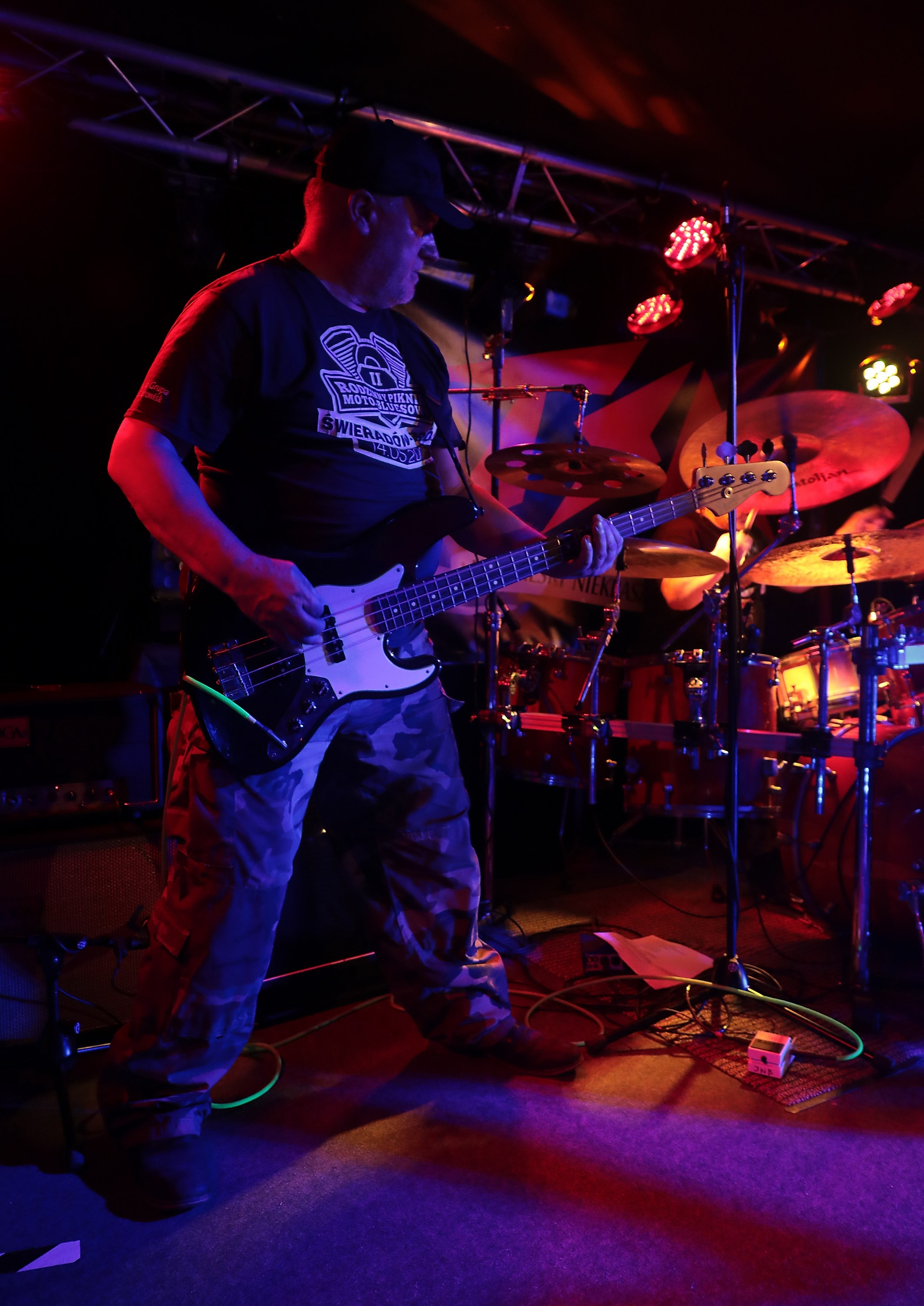
Janusz Niekrasz
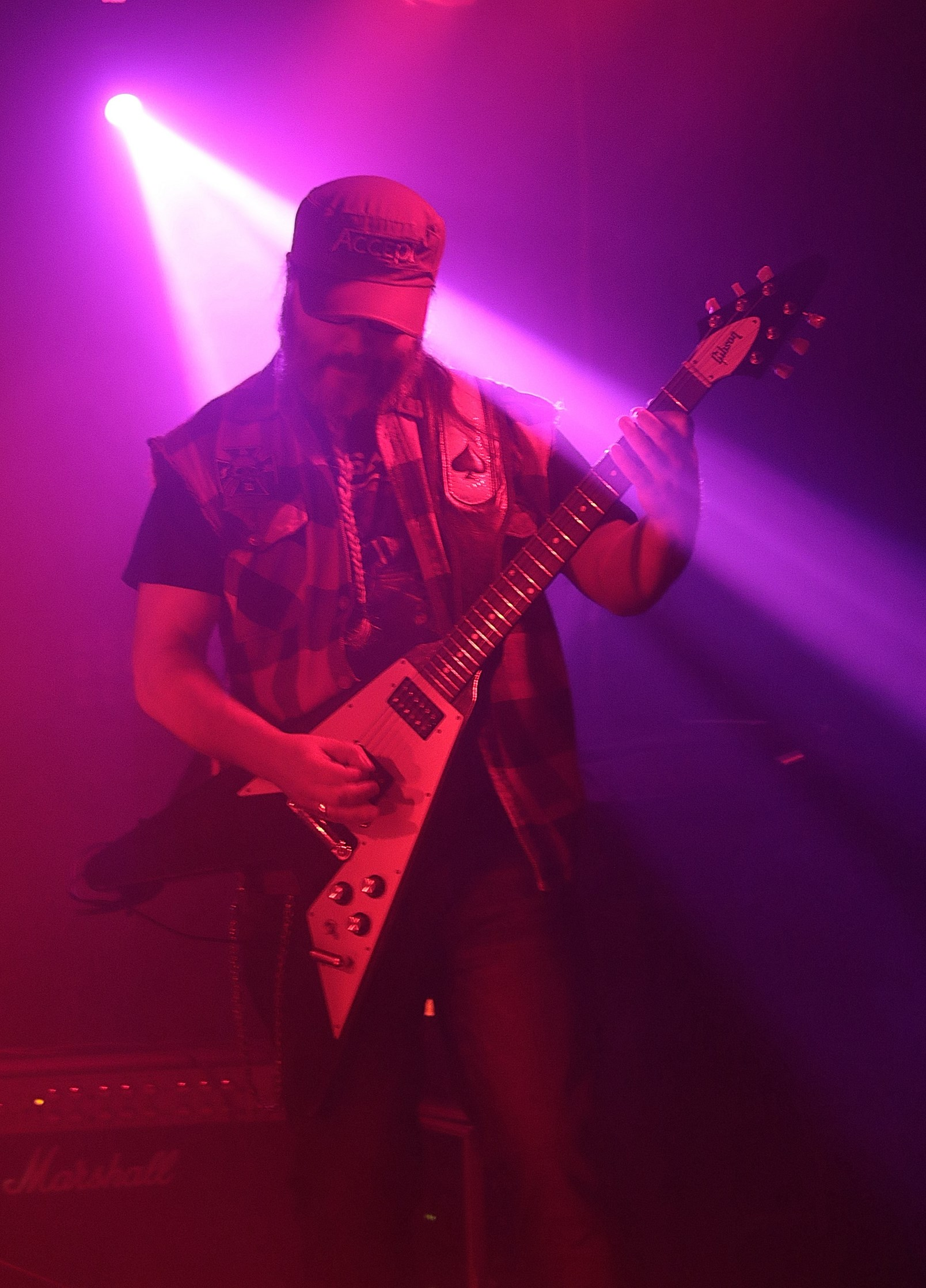
Piotr Lekki
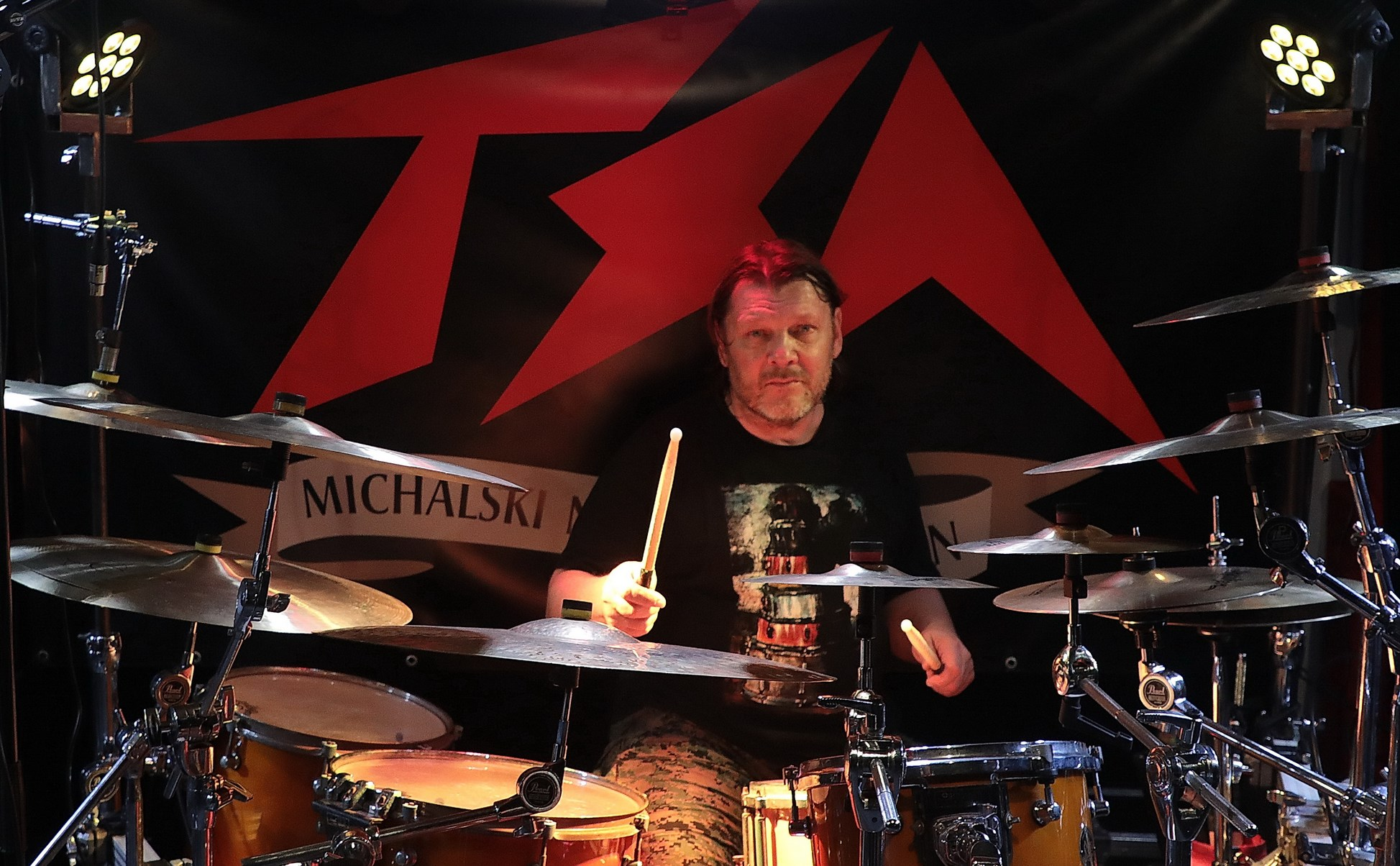
Marek Kapłon